# Conspiration (film, 2009)
Pour les articles homonymes, voir Conspiration (homonymie).

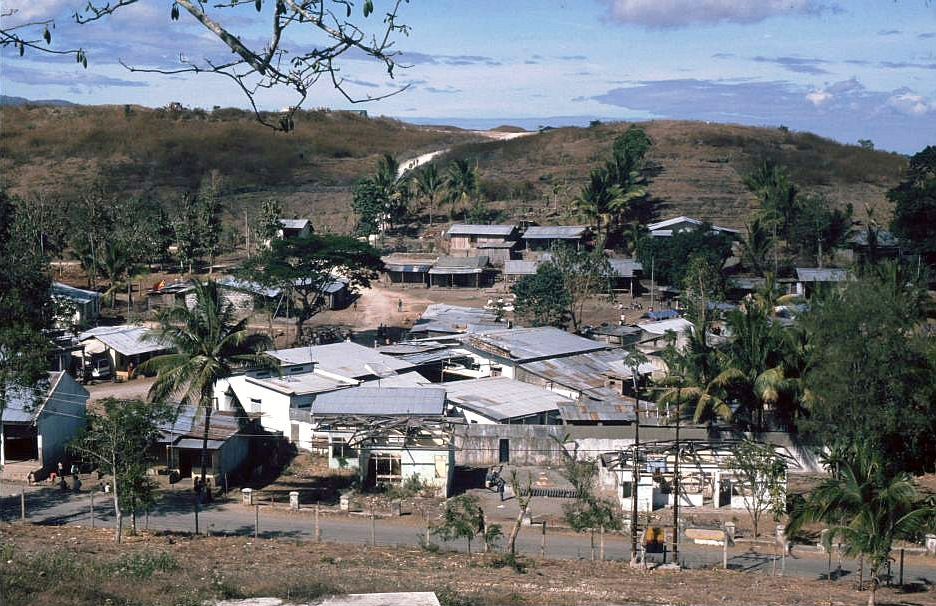
Le village de Balibo en contrebas de l'ancien fort portugais

Conspiration (Balibo) est un film australien réalisé par Robert Connolly et sorti en 2009.

## Synopsis
L'histoire est librement adaptée du livre Cover-Up de Jill Jolliffe, un journaliste qui a rencontré les Balibo five (en), un groupe de cinq journalistes capturés et tués dans le village de Balibo alors qu'ils faisaient un reportage en Indonésie en 1975 juste avant l'invasion du Timor oriental.

## Fiche technique
- Titre original : Balibo
- Réalisation : Robert Connolly
- Scénario : Robert Connolly, David Williamson d'après Cover-Up de Jill Jolliffe
- Producteurs : Anthony LaPaglia, Dominic Purcell
- Photographie : Tristan Milani
- Montage : Nick Meyers
- Musique : Lisa Gerrard et Marcello De Francisci
- Genre : Biopic, drame, thriller[3]
- Distributeur : Transmission Films
- Durée : 111 minutes
- Dates de sortie : 
  - 24 juillet 2009 (MIFF)
  - 14 août 2009 (Australie)

## Distribution
- Anthony LaPaglia : le journaliste Roger East
- Oscar Isaac : José Ramos-Horta
- Damon Gameau : Greg Shackleton
- Gyton Grantley : Gary Cunningham
- Nathan Phillips : Malcolm Rennie
- Mark Winter : Tony Stewart
- Simon Stone
- Thomas Wright : Brian Peters
- Michael Stone : Interviewer
- Bea Viegas : Juliana

## Distinctions
- Robert Connolly nommé meilleur réalisateur pour Balibo lors de la 51e cérémonie des Australian Film Institute Awards
- Meilleur scénario pour Balibo lors des 18e cérémonie des Film Critics Circle of Australia Awards